# جرم منفی
جرم منفی یا ماده منفی (انگلیسی: Negative mass) در فیزیک نظری، گونه‌ای فرضی از ماده عجیب و غریب را توصیف می‌کند که جرم آن با جرم مادهٔ معمولی علامتی مخالف دارد (-)، مثلاً ۱- کیلوگرم. بر پایهٔ فرضیه، چنین ماده‌ای یک یا چند شرایط انرژی را نقض می‌کند و خواص عجیبی مانند شتاب مخالف جهت در یک جهت‌گیری نیروی اعمالی را نشان می‌دهد. این فرضیه در برخی از تئوری فناوری‌های فرضیه‌ای مانند سفر در زمان به گذشته و آینده، کاربرد دارد. ساخت کرم‌چاله‌های مصنوعی قابل عبور، که ممکن است امکان سفر در زمان، لوله‌های کراسنیکف، پیمایش آلوبیره و به‌طور بالقوه دیگر انواع سریع‌تر از نور درایوهای تار نوری در حال حاضر، نزدیکترین نماینده واقعی شناخته شده چنین ماده عجیب، ناحیه‌ای با چگالی فشار منفی است که توسط اثر کاسیمیر تولید می‌شود.